# Колябин, Николай Фёдорович
Николай Фёдорович Колябин (28 мая 1923, Липецкая область — 21 ноября 1991, Московская область) — заместитель командира орудийного расчета 354-го артиллерийского полка, 139-й стрелковой дивизии, младший сержант — на момент последнего представления к награждению орденом Славы.

## Биография
Родился 28 мая 1923 года в селе Ивановское Данковского уезда Рязанской губернии, Данковского района Липецкой области, в крестьянской семье. Окончил 7 классов. Работал слесарем на одном из московских заводов. Собирался стать летчиком, но перед приемными экзаменами в аэроклуб сломал ногу.
В январе 1942 года был призван в Красную Армию.
В боях Великой Отечественной войны с июля 1942 года. Сначала был наводчиком орудия, затем заместителем командира и командиром орудийного расчёта. Сражался на Калининском, Западном и 2-м Белорусском фронтах. Несколько раз был ранен. Член ВКП/КПСС с 1943 года. К лету 1944 года — заместитель командира орудийного расчета 354-го артиллерийского полка 139-й стрелковой дивизии.
Летом 1944 года отличился во время боев за крепость Осовец и в районе города Ломжа. 10-19 августа 1944 года расчет, в составе которого был младший сержант Колябин, уничтожил 9 пулеметов, 2 противотанковых орудия и свыше 30 солдат и офицеров противника.
Приказом от 30 сентября 1944 года младший сержант Колябин Николай Фёдорович награждён орденом Славы 3-й степени.
В бою 10 февраля 1945 года расчет младшего сержанта Колябина вывел из строя пулемет, 10 солдат и подавил огонь 75-мм орудия, обеспечивая захват населенного пункта Мариенфельде. Отбивая контратаки противника, артиллеристы подбили 2 самоходного орудия и истребили свыше отделения пехоты. Был представлен к награждению орденом Славы.
Через несколько дней артиллерист Колябин вновь отличился — 17 февраля 1945 года при прорыве обороны противника на правом берегу реки Нарев в районе населенного пункта Шиги. Колябин был ранен, но поля боя не покинул. Продолжая вести огонь из орудия, расчет подавил 4 пулемета, истребил свыше 10 солдат, подбил 2 самоходных орудия.
Приказом от 22 марта 1945 года младший сержант Колябин Николай Фёдорович награждён орденом Славы 2-й степени.
Приказом от 30 апреля 1945 года младший сержант Колябин Николай Фёдорович награждён орденом Славы 2-й степени.
День Победы встретил на Эльбе. После окончания войны продолжил службу на Балтийском флоте, в городах Таллине, Кронштадте, Ленинграде. В 1947 году старшина Колябин демобилизован.
Жил в городе Мытищи Московской области. С 1953 года работал в Конструкторском бюро автотранспортного оборудования, сначала слесарем, затем мастером. В 1970 году без отрыва от производства окончил Мытищинский машиностроительный техникум и продолжил работать старшим мастером и инженером в том же конструкторском бюро.
Указом Президиума Верховного Совета СССР от 24 октября 1966 года в порядке перенаграждения Колябин Николай Фёдорович награждён орденом Славы 1-й степени. Стал полным кавалером ордена Славы.
С 1990 года — на пенсии. Жил в городе Мытищи. Скончался 21 ноября 1991 года. Похоронен на Волковском кладбище города Мытищи Московской области.
Награждён орденами Отечественной войны 1-й степени, Славы 3-х степеней, медалью «За отвагу», другими медалями.